# Željko Buvač

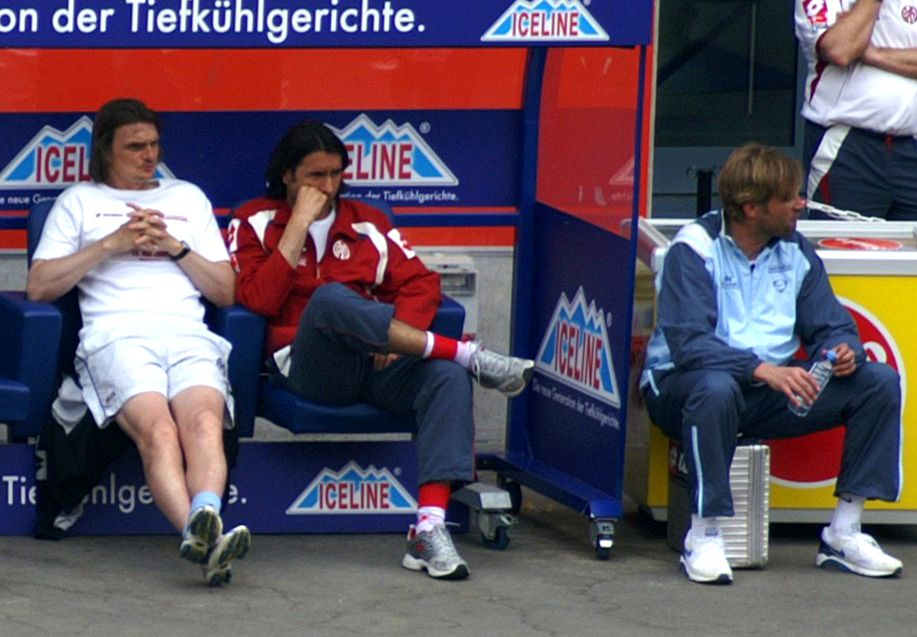
Buvač i mitten

Željko Buvač, född 13 september 1961, är en bosnisk fotbollstränare och tidigare professionell fotbollsspelare. 
Under spelarkarriären representerade Buvač bland annat FK Borac Banja Luka i Bosnien och de tyska klubbarna FC Rot-Weiß Erfurt, 1. FSV Mainz 05 och SC Neukirchen. I Mainz spelade Buvač tillsammans med tyske Jürgen Klopp som han efter spelarkarriären kom att bilda ett långvarigt tränarsamarbete med. Buvač var assisterande tränare till Klopp i Mainz mellan 2001 och 2008 varpå han följe Klopp som assistent först i Borussia Dortmund 2008 till 2015 och därefter i Liverpool FC från 2015.